# Ulster Defence Association
Ulster Defence Association (UDA, Stowarzyszenie Obrony Ulsteru) – organizacja terrorystyczno-paramilitarna, założona w 1971 r. przez północnoirlandzkich lojalistów w celu walki z IRA oraz utrzymania zależności Irlandii Północnej od Wielkiej Brytanii. Działała legalnie, do przeprowadzania akcji terrorystycznych używała nazwy Ulster Freedom Fighters (UFF). UDA/UFF odpowiedzialna była m.in. za zabójstwo katolickiego prawnika Pata Finucane'a 12 lutego 1989 r., zabicie 25 maja 1991 r. jednego z przywódców Sinn Fein Eddiego Fullertona, napad  na pub w Greysteel 31 października 1993 r. UFF zabili też w grudniu 1972 r. Erniego Elliota, założyciela niepodległościowej Ulster Citizen Army. Polityczną reprezentacją UDA-UFF jest Ulsterska Lojalistyczna Partia Demokratyczna. Przywódcy: Andy Tyrie, John McMichael, Glenn Barr, Tommy Herron. Zdelegalizowana 10 sierpnia 1992 r..